# Liste der Nummer-eins-Hits in Australien (1944)
Dies ist eine Liste der Nummer-eins-Hits in Australien im Jahr 1944. In diesem Jahr gab es neun Nummer-eins-Titel und insgesamt zwölf Nummer-eins-Singles.

| ← 1943 ← | Liste der Nummer-eins-Hits in Australien | Liste der Nummer-eins-Hits in Australien                          | Liste der Nummer-eins-Hits in Australien                          | 1945 →                    |
| \| Zeitraum \| Wo. ges. \| Interpret \| Titel Autor(en) \| Zusätzliche Informationen \| \| (Zeitraum, Wochen auf Platz eins, Interpret, Titel, Autor[en], zusätzliche Informationen) \| \| \| \| \| \| ----------------------------------------------------------------------------------------- \| -------- \| ----------------------------------------------------------------- \| ----------------------------------------------------------------- \| ------------------------- \| \| 1. Januar 1944 – 31. Januar 1944 5 Wochen (insgesamt 4) \| 4 \| The Ink Spots \| Ev’ry Night About This Time James V. Monaco, Ted Koehler \| - \| \| 1. Februar 1944 – 30. April 1944 13 Wochen (insgesamt 13) \| 13 \| Vera Lynn with Joe Loss & his Orchestra \| You’ll Never Know Harry Warren, Mack Gordon \| - \| \| 1. Mai 1944 – 30. Juni 1944 8 Wochen (insgesamt 8) \| 8 \| Frank Sinatra / George Trevare \| Sunday, Monday or Always Jimmy Van Heusen, Johnny Burke \| - \| \| 1. Juli 1944 – 31. Juli 1944 5 Wochen (insgesamt 5) \| 5 \| The Ink Spots \| Whispering Grass (Don’t Tell the Trees) Fred Fisher, Doris Fisher \| - \| \| 1. August 1944 – 31. August 1944 4 Wochen (insgesamt 4) \| 4 \| Dinah Shore with Orchestra / Glenn Miller & His Orchestra \| Happy in Love Cole Porter \| - \| \| 1. September 1944 – 30. September 1944 4 Wochen (insgesamt 4) \| 4 \| Bing Crosby & The Andrews Sisters with Vic Schoen & His Orchestra \| Vict’ry Polka Jule Styne, Sammy Cahn \| - \| \| 1. Oktober 1944 – 31. Oktober 1944 5 Wochen (insgesamt 5) \| 5 \| Bing Crosby & The Andrews Sisters with Vic Schoen & His Orchestra \| Pistol Packin’ Mama Al Dexter \| - \| \| 1. November 1944 – 30. November 1944 4 Wochen (insgesamt 4) \| 4 \| Joe Loss & his Orchestra / Vera Lynn with Orchestra \| No Other Love Eisemann Mihaly, Pam Smalley \| - \| \| 1. Dezember 1944 – 31. Dezember 1944 5 Wochen (insgesamt 5) \| 5 \| The Ink Spots / Frank Sinatra \| A Lovely Way to Spend an Evening Jimmy McHugh, Harold Adamson \| - \| |                                          |                                                                   |                                                                   |                           |
| ← 1943 |                                          |                                                                   |                                                                   | → 1945 →                  |
| Zeitraum | Wo. ges.                                 | Interpret                                                         | Titel Autor(en)                                                   | Zusätzliche Informationen |
| (Zeitraum, Wochen auf Platz eins, Interpret, Titel, Autor[en], zusätzliche Informationen) |                                          |                                                                   |                                                                   |                           |
| 1. Januar 1944 – 31. Januar 1944 5 Wochen (insgesamt 4) | 4                                        | The Ink Spots                                                     | Ev’ry Night About This Time James V. Monaco, Ted Koehler          | -                         |
| 1. Februar 1944 – 30. April 1944 13 Wochen (insgesamt 13) | 13                                       | Vera Lynn with Joe Loss & his Orchestra                           | You’ll Never Know Harry Warren, Mack Gordon                       | -                         |
| 1. Mai 1944 – 30. Juni 1944 8 Wochen (insgesamt 8) | 8                                        | Frank Sinatra / George Trevare                                    | Sunday, Monday or Always Jimmy Van Heusen, Johnny Burke           | -                         |
| 1. Juli 1944 – 31. Juli 1944 5 Wochen (insgesamt 5) | 5                                        | The Ink Spots                                                     | Whispering Grass (Don’t Tell the Trees) Fred Fisher, Doris Fisher | -                         |
| 1. August 1944 – 31. August 1944 4 Wochen (insgesamt 4) | 4                                        | Dinah Shore with Orchestra / Glenn Miller & His Orchestra         | Happy in Love Cole Porter                                         | -                         |
| 1. September 1944 – 30. September 1944 4 Wochen (insgesamt 4) | 4                                        | Bing Crosby & The Andrews Sisters with Vic Schoen & His Orchestra | Vict’ry Polka Jule Styne, Sammy Cahn                              | -                         |
| 1. Oktober 1944 – 31. Oktober 1944 5 Wochen (insgesamt 5) | 5                                        | Bing Crosby & The Andrews Sisters with Vic Schoen & His Orchestra | Pistol Packin’ Mama Al Dexter                                     | -                         |
| 1. November 1944 – 30. November 1944 4 Wochen (insgesamt 4) | 4                                        | Joe Loss & his Orchestra / Vera Lynn with Orchestra               | No Other Love Eisemann Mihaly, Pam Smalley                        | -                         |
| 1. Dezember 1944 – 31. Dezember 1944 5 Wochen (insgesamt 5) | 5                                        | The Ink Spots / Frank Sinatra                                     | A Lovely Way to Spend an Evening Jimmy McHugh, Harold Adamson     | -                         |